# سينكوفين
سينكوفين Cinchophen (الأسماء التجارية Atophan، Quinophan، وPhenaquin) هو دواء مسكن لقد تم طرحه في عام 1910، وكثيرا ما يستخدم لعلاج النقرس. لا يزال يستخدم هذا الدواء في تركيبة مع البريدنيزولون، من قبل الأطباء البيطريين لعلاج التهاب المفاصل في الحيوانات.
توقف استخدام هذا الدواء في البشر في 1930s بسبب اكتشاف أنه يمكن أن يسبب أضرارا خطيرة في الكبد.
هناك بعض الأدلة على أنه يحفز C-فوس C-Fos